# 3-Benzylidencampher
3-Benzylidencampher (3-BC) ist eine Mischung mehrerer isomerer chemischer Verbindungen. Das Gemisch wurde früher in der Kosmetik als Bestandteil (UV-Filter) von Sonnenschutzmitteln eingesetzt. 
3-BC kann wie ein Hormon wirken, wie sich in Zelltests und Tierversuchen zeigte, und schädliche Effekte auf aquatische Ökosysteme wahrscheinlich sind. Deutschland hat 3-BC daher 2016 als besonders besorgniserregenden Stoff (SVHC) vorgeschlagen. Im Ausschuss der Mitgliedstaaten der Europäischen Chemikalienagentur (ECHA) stimmten zwei Staaten gegen die Aufnahme in die Kandidatenliste. Der Entscheid wurde an die EU-Kommission überwiesen. Die Verbindung darf seit Februar 2016 nicht mehr als Kosmetikinhaltsstoff (UV-B-Filter) eingesetzt werden. Andere Länder wie die Türkei folgten der EU-Entscheidung.